# Armillaria fellea
Armillaria fellea là một loài nấm trong họ Physalacriaceae. Loài này phân bố ở Úc.